# Thymelaea cilicica
Thymelaea cilicica är en tibastväxtart som beskrevs av Carl Daniel Friedrich Meisner. Thymelaea cilicica ingår i släktet sparvörter, och familjen tibastväxter. Inga underarter finns listade i Catalogue of Life.